# Экстренный случай
«Э́кстренный слу́чай», другие варианты перевода: «Вынужденная мера», «Случай необходимости» (англ. A Case of Need; 1969) — детективный роман американского писателя Майкла Крайтона. Впервые опубликован под псевдонимом Джеффри Хадсон, псевдоним взят по имени карлика, служившего сначала при дворе герцога Бекингема а затем и короля Карла I.  Крайтон планировал написать и другие книги под этим псевдонимом на тему медицинских детективов, но этого не произошло. В 1993 году Крайтон переиздал роман под своим собственным именем. В романе поднимается моральный вопрос о целесообразности запрещения абортов. Экранизирован в 1972 году под названием «Методы доктора Кэри» (режиссёр Блейк Эдвардс).

## Сюжет
Действие происходит в Бостоне в 1960-е годы. Главный герой, врач-патологоанатом Джон Берри узнаёт об аресте своего друга врача-гинеколога Артура Ли. Доктор Ли тайком делает аборты, запрещённые законом. Его обвиняют в том, что он сделал аборт Карен Рэнделл, и из-за его ошибки девушка умерла. Мачеха Карен, заявляет, что умирающая Карен назвала имя Ли и сумму в 300 долларов, в которую ей обошёлся аборт. Доктор Берри уверен, что это оговор, так как доктор Ли делает аборты ради принципа, не ради выгоды и берёт лишь символическую плату (стоимость лабораторных исследований) за свои услуги. Члены влиятельного семейства Рэнделлов настаивают на виновности Ли, общественное мнение консервативного Бостона на их стороне. Над самим Берри также нависает угроза, так как он помогал Артуру Ли, проводя для него лабораторные исследования. Для создания саморекламы, адвокат Ли собирается начать шумный процесс, смешать с грязью семью Ренделлов, полностью дискредитировать покойную Карен. Доктор Ли проиграет в любом случае, даже в случае оправдания, так как его репутация врача будет подорвана. Единственный шанс - найти настоящего виновника. Берри начинает собственное расследование.
Берри присутствует на вскрытие тела Карен, которое проводит его учитель и наставник Леланд Уэстон. У Берри возникает подозрение, что Карен не была беременна, что дело в опухоли гипофиза. Опросив нескольких её знакомых, Берри узнаёт шокирующую его правду о репутации Карен и выходит на негритянскую рок-группу, фотографию лидера которой он нашёл в вещах Карен. Но разговора с ним не получается, лидер группы Грек (в др. переводе Роман) Джонс, грозит проломить доктору голову. Напуганная возможностью огласки, мачеха Карен признаётся, что оговорила Артура Ли. Он сделал ей самой два аборта, других врачей, которые занимались нелегальными абортами, она не знала. Карен не называла имя Артура Ли, мачеха боялась, что аборт сделал её любовник, брат мужа Питер Рэндалл. Берри находит истинного виновника — медсестру-наркоманку Анджелу Хардинг. Она потихоньку приворовывала морфий из больницы, но после крупной кражи, совершённой Греком Джонсом, расход морфия поставили под жёсткий контроль. Ей нужны были деньги, и она сделала аборт Карен, при этом проткнув ей скальпелем матку. Понимая, что Грек попытается убить Анджелу, Берри выслеживает Грека, но тот замечает слежку, нападает из-за угла, наносит Берри удар по голове и продолжает свой путь.
Берри приходит в себя в больнице. В приёмную привозят Грека, которому кто-то пробил голову и выкинул его с балкона. Попытки реанимировать его тщетны. Берри допрашивает Анджелу, которую привезла скорая после Грека и выбивает из неё признание об аборте Карен. Но кто же убил самого Грека? К Анджеле приезжают родители и, заметив семейное сходство, Берри выясняет, что её мать — родная сестра Леланда Уэстона. Он отправляется к нему и обнаруживает у него на руках следы порезов от ножа Грека. Все точки над «i» расставлены. Доктор Ли освобождён.

## Персонажи
- Джон Берри — врач-патологоанатом Линкольновской больницы
- Артур Ли — друг Берри, акушер-гинеколог, американец китайского происхождения.
- Джей Ди Рэнделл — отец Карен, кардиохирург Мемориальной больницы, очень богатый и влиятельный человек.
- Эвелин Рэнделл — мачеха Карен, молодая красивая женщина.
- Питер Рэнделл — дядя Карен, терапевт, учёный.
- Грек (в др. переводе Роман) Джонс — лидер негритянской рок-группы, преступник.
- Анджела Хардинг — медсестра, наркоманка.
- Капитан Питерсон — полицейский детектив.
- Леланд Уэстон — друг, коллега и учитель Джона Берри, патологоанатом Городской больницы.

## Награды
В 1969 году роман «Экстренный случай» получил престижную премию «Эдгар».